# NMS
NMS (англ. Neuromedin S) – білок, який кодується однойменним геном, розташованим у людей на 2-й хромосомі. Довжина поліпептидного ланцюга білка становить 153 амінокислот, а молекулярна маса — 17 731.
| 10         |  | 20         |  | 30         |  | 40         |  | 50         |
| ---------- |  | ---------- |  | ---------- |  | ---------- |  | ---------- |
| MKHLRPQFPL |  | ILAIYCFCML |  | QIPSSGFPQP |  | LADPSDGLDI |  | VQLEQLAYCL |
| SQWAPLSRQP |  | KDNQDIYKRF |  | LFHYSRTQEA |  | THPVKTGFPP |  | VHPLMHLAAK |
| LANRRMKRIL |  | QRGSGTAAVD |  | FTKKDHTATW |  | GRPFFLFRPR |  | NGRNIEDEAQ |
| IQW        |  |            |  |            |  |            |  |            |

A: Аланін

C: Цистеїн

D: Аспарагінова кислота

E: Глутамінова кислота

F: Фенілаланін

G: Гліцин

H: Гістидин

I: Ізолейцин

K: Лізин

L: Лейцин

M: Метіонін

N: Аспарагін

P: Пролін

Q: Глутамін

R: Аргінін

S: Серин

T: Треонін

V: Валін

W: Триптофан

Секретований назовні.